# 65. заштитни моторизовани пук
65. заштитни моторизовани пук била је најелитнија јединица Војске Републике Српске, у саставу Генералштаба. Јединица је одликована Орденом Немањића (28. јун 1994.) и Орденом Милоша Обилића.

## Настанак
Након смрти Јосипа Броза Тита 1980. године и повећаних захтева косовских Албанаца за независношћу, руководство Југословенске народне армије одлучује се за спровођење плана Јединство, којим би ЈНА била оспособљена за унутрашња дејства, то јест, за заштиту уставног поретка од унутрашњих претњи. Једна од мера плана Јединство била је и стварање 1990. године посебних јединица за заштиту Војних области; те јединице би биле састављене од корпусне полиције и трупа за антидиверзантска дејства. Отуда назив „заштитни моторизовани пук“ за јединице овог типа.
65. Заштитни моторизовани пук био је почетку распада Југославије задужен за обезбеђивање команде 5. Војне области. Рат у Хрватској пук је дочекао у близини градића Слуњ на Кордуну, где је и провео 1990. и 1991. годину. У пролеће 1992. године пук се сели у Сарајево и преузима обезбеђење команде 2. Војне области. Непосредно по отпочињању рата у БиХ, у априлу 1992. пук бива заробљен у Сарајеву, а један део људства страда у масакру у Добровољачкој улици. Тада је пуком командовао Милан Шупут. Пук је разменом убрзо ослобођен и послат у Хан Пијесак, седиште Главног штаба ВРС, где постаје лична гарда команданта Ратка Младића. На чело пука долази мајор Миломир Савчић, који ће командовати јединицом до краја рата.

## Састав
По формацији пук је имао: команду, батаљон војне полиције, диверзантски одред, један моторизовани батаљон, једну тенковску чету, ЛАРД ПВО, једну мјешовиту минобацачку чету и позадински батаљон. Људство су чинили млади регрути, професионална војна лица и војни обавезници (резерва). Окосницу у извођењу операција чинили су специјални састави пука - Диверзантски одред и Батаљон војне полиције.
Првобитно, пук није имао у свом саставу оклопну чету, моторизовани батаљон и минобацачку чету. За разлику од других формацијских јединица пука, моторизовани батаљон су чинили војни резервисти. Батаљон је на почетку рата био у саставу Прве романијске бригаде, распоређен у ширем рејону Жепе. С обзиром да је даљина стварала потешкоће у командовању, батаљон је пребачен у Другу романијску моторизовану бригаду. Из истог разлога, међутим, батаљон је на концу постао делом Заштитног пука.
Батаљон војне полиције је у свом саставу имао око 500 бораца и једну чету оклопних транспортера.

## Ратни пут
Пук је учествовао у готово свим најважнијим операцијама Војске Републике Српске. Посебно се истакао у операцијама Церска и Лукавац; у операцијама око Скелана 1993; Сарајева у мају 1993. (Игман); на Ајдиновићима и Крушеву 1993/1994; Сарајево, Прача и Горажде 1993; Бандјерка 1994; Брчко - Врановача 1994; Нишићка висораван 1994; Бреза 94 - Орлово гнијездо; Трескавица 1994. (Ђокин торањ, Пашина планина, Ђевђигрд, Купусина, Месница). За заслуге у сламању офанзиве АРБиХ на Трескавицу и Трново (током покушаја деблокаде Сарајева - Умчари, Очађало, Николине стијене, Кобиљача и Гвозно поље, пук је похваљен од стране команде ВРС. Током пада делова Босанске Крајине, у оквиру операције Вагањ, 65. заштитни пук (Диверзантски одред и две чете Батаљона војне полиције) је у првој фази држао линију Дрвар - Гламоч (28. јул - 15. септембар), док је у другој фази учествовао у противнападу ВРС (20. септембар - 7. октобар) када су ослобођена места Кључ и Крупа на Уни. Крај рата је пук затекао на линији одбране Мајдан - Мањача и на Трескавици на линији одбране Николине стијене - Кобиљача - Гвозно поље. После рата проглашена је за најелитнију и најтрофејнију јединицу ВРС.

## Галерија
- војна полиција, везисти
- војна полиција, чета оклопних транспортера
- војна полиција, мјешовита минобацачка чета
- 65. пук ГШ ВРС